# Sic semper tyrannis
Sic semper tyrannis est une phrase latine, attribuée à Marcus Junius Brutus, signifiant « toujours ainsi pour les tyrans ». Elle est parfois traduite par « mort aux tyrans ». Elle est une version abrégée de la citation complète « Sic semper evello mortem Tyrannis »[réf. nécessaire], qui signifie « C'est toujours ainsi que la mort vient aux tyrans » (littéralement : « ainsi toujours j'apporte la mort aux tyrans »). Ce slogan fut le cri de ralliement des républicains romains.

Sceau de la Virginie mentionnant la citation.

Plus tard, l'expression a été adoptée à travers les siècles par les « patriotes » désireux de renverser un pouvoir qu'ils considéraient inique. Ainsi, elle est la devise de l'État de Virginie. 

## Histoire
Cette phrase est historiquement attribuée à Marcus Junius Brutus, le personnage central de l'assassinat de Jules César le 15 mars 44 av. J.-C..
Dans l'histoire américaine, à cause de cette association avec l'assassinat de César, John Wilkes Booth cria cette phrase après avoir assassiné le président Abraham Lincoln le 14 avril 1865,. Timothy McVeigh portait un T-shirt sur lequel cette phrase était imprimée sous une photographie de Lincoln, lorsqu'il fut arrêté le 19 avril 1995, après l'attentat d'Oklahoma City.

## Devise
George Mason suggéra cette devise, en 1776 lors de la Convention de Virginie, afin qu'elle fasse partie du sceau de l'État. Ce dernier représente la Vertu, épée en main, son pied posé sur le Tyran à terre dont la couronne repose non loin. Le sceau fut dessiné par George Wythe, l'un des signataires de la Déclaration d'indépendance des États-Unis d'Amérique et professeur de droit de Thomas Jefferson. Cette phrase est également la devise du sous-marin de l'United States Navy USS Virginia et de la ville d'Allentown en Pennsylvanie. Elle fait également partie de Maryland, My Maryland qui est l'hymne officiel de l'État du Maryland.